# Zaglyptomorpha minuta
Zaglyptomorpha minuta is een insect dat behoort tot de orde vliesvleugeligen (Hymenoptera) en de familie van de gewone sluipwespen (Ichneumonidae). De wetenschappelijke naam van de soort werd voor het eerst geldig gepubliceerd door Godoy & Gauld in 2002.